# Eyes Open
Eyes Open es el cuarto álbum de la banda Snow Patrol. Fue sacado a la venta el 1 de mayo de 2006 internacionalmente, y el 9 de mayo de 2006 en los Estados Unidos. El primer sencillo en Reino Unido, "You're All I Have", fue sacado el 24 de abril de 2006. El primer sencillo en EE. UU fue "Hands Open". La "Edición Especial" del álbum cuenta con un DVD con el video de "You're All I Have", la realización del vídeo, y detrás de las escenas de la banda. Es el álbum más vendido en el Reino Unido en 2006, vendiendo más de 1,5 millones de ejemplares. 
De este álbum sacaron varios sencillos: You're All I Have, Chasing Cars, Hands Open, Set the fire to the third bar, Open Your Eyes y Shut your eyes.

## Composición e Historia
La tercera canción del álbum, "Chasing Cars", se presentó en el final de la segunda temporada de Anatomía de Grey, el 15 de mayo de 2006. La séptima canción del álbum, "Make This Go on Forever", también apareció en la serie, en la tercera temporada, al final del episodio titulado "Walk on Water". El álbum vendió 36.191 unidades en su primera semana en todo los Estados Unidos, la mejora sustancial de su primera semana de ventas de Final Straw. En EE. UU las ventas totalizaron más de un millón en febrero de 2007. 
El álbum alcanzó el número 1 en su 11.ª semana en Nueva Zelanda y llegó a 2x Platino, por lo tanto, el envío de más de 30.000 unidades. En el Reino Unido, el álbum vendió más de 1.500.000 ejemplares que certificó 5x Platino por la BPI. El 26 de noviembre de 2006, se convirtió en Reino Unido el álbum más vendido del año, la venta de más de 1,5 millones de ejemplares.

## Lista de canciones
1. "You're All I Have" - 4:33.
2. "Hands Open" - 3:17.
3. "Chasing Cars" - 4:27.
4. "Shut Your Eyes" - 3:17.
5. "It's beginning to get to me" - 4:35.
6. "You could be happy" - 3:02.
7. "Make this go on forever" - 5:47.
8. "Set the fire to the third bar" featuring Martha Wainwright - 3:23.
9. "Headlights on dark roads" - 3:30.
10. "Open Your Eyes" - 5:41.
11. "The finish line" - 3:28.